# 淺綠半鈎鯰
淺綠半鈎鯰，為輻鰭魚綱鯰形目甲鯰科的其中一種，為熱帶淡水魚，分布於南美洲委內瑞拉奧里諾科河及Casiquiare流域，體長可達14.9公分，棲息在岩石底質且流動的溪流底層水域，生活習性不明。

## 扩展阅读
維基物種上的相關：淺綠半鈎鯰